# Convair F2Y Sea Dart
Convair F2Y Sea Dart là một mẫu thủy phi cơ tiêm kích của Hoa Kỳ, nó sử dụng hai ván để cất cánh.

## Quốc gia sử dụng
Hoa Kỳ
- Hải quân Hoa Kỳ

## Tính năng kỹ chiến thuật (F2Y-1)
Đặc điểm tổng quát
- Tổ lái: 1
- Chiều dài: 52 ft 7 in (16 m)
- Sải cánh: 33 ft 8 in (10,3 m)
- Chiều cao: 16 ft 2 in (4,9 m)
- Diện tích cánh: 568 ft² (53 m²)
- Trọng lượng rỗng: 12.625 lb (5.730 kg)
- Trọng lượng có tải: 16.500 lb (7.480 kg)
- Trọng lượng cất cánh tối đa: 21.500 lb (9.750 kg)
- Động cơ: 2 × Westinghouse J46-WE-2 , 6.100.[1] lbf (27 kN) mỗi chiếc

- Vận tốc cực đại: 825 mph (1.325 km/h)
- Tầm bay: 513 mi (446 nm, 826 km)
- Trần bay: 54.800 ft (16.700 m)
- Vận tốc leo cao: 17.100 ft/phút (86,7 m/s)
- Tải trên cánh: 29 lb/ft² (142 kg/m²)
- Lực đẩy/trọng lượng: .56 (đầy tải).96 (rỗng)

Trang bị vũ khí

- Súng: 4 × pháo 20 mm (0.79 in)
- Rocket: Đạn phản lực không điều khiển
- Tên lửa: 2 × tên lửa không đối không